# Phyllobrostis eremitella
Phyllobrostis eremitella là một loài bướm đêm thuộc họ Lyonetiidae. Nó được tìm thấy ở Bồ Đào Nha, Pháp (Alpes-Maritimes, Bouches-du-Rhone, Pyrenees-Orientales, Var) và Ý.
Sải cánh dài 9-9.5 mm.
Ấu trùng ăn Daphne gnidium.